# 크리겐 도우
크리겐 도우(Creagen Dow, 1991년 5월 1일 ~ )는 미국의 배우, 텔레비전 배우, 영화배우이다.

## 영화
- 두비어스 소스 (2017년)
- 햄릿 고스트 (2015년)
- 어메이징 러브 (2012년)
- 더 리스트 오브 디즈 (2008년) - 패트릭 역
- 4번의 크리스마스 (2008년)
- 척 (2007년)
- 한나 몬타나 (2006년)
- 앤트 불리 (2006년)